# Glacier nationalpark
För nationalparken i Kanada, se Glaciers nationalpark (Kanada)
Glacier nationalpark ligger i delstaten Montana i USA. Nationalparken gränsar mot Kanada och är en del av Waterton Glacier internationella fredspark.
En väg korsar parken, Going-to-the-sun-road. I övrigt är det vägar till startpunkter för vandring. Området är rikt på sjöar och berg med 48 små glaciärer. Vattenfallen Apikuni Falls, Beaver Chief Falls och St. Mary Falls finns i parken. Djurlivet är också rikt. Det finns till exempel björn och varg i området.
Nationalparken är ca 4.100 km² stor.
I nationalparken ligger sediment i dagen som är mer än en miljard år gamla. För cirka 60 miljoner år sedan förflyttades sedimenten så att de ligger ovanför yngre bergarter. De sedimentära bergarter som förhärskar är sandsten, lersten och kalksten. Sedan täcktes området för 3 till 2 miljoner år sedan av glaciärer som genom sin rörelse skapade de aktuella grundformarna. Glaciärernas smältvatten utformade dessutom djupa dalgångar. När sedimenten bildades under prekambrium fanns bara enkla livsformer på jorden. Därför är stromatoliter typiska fossil som består av flera skikt mikroorganismer.

## Bilder

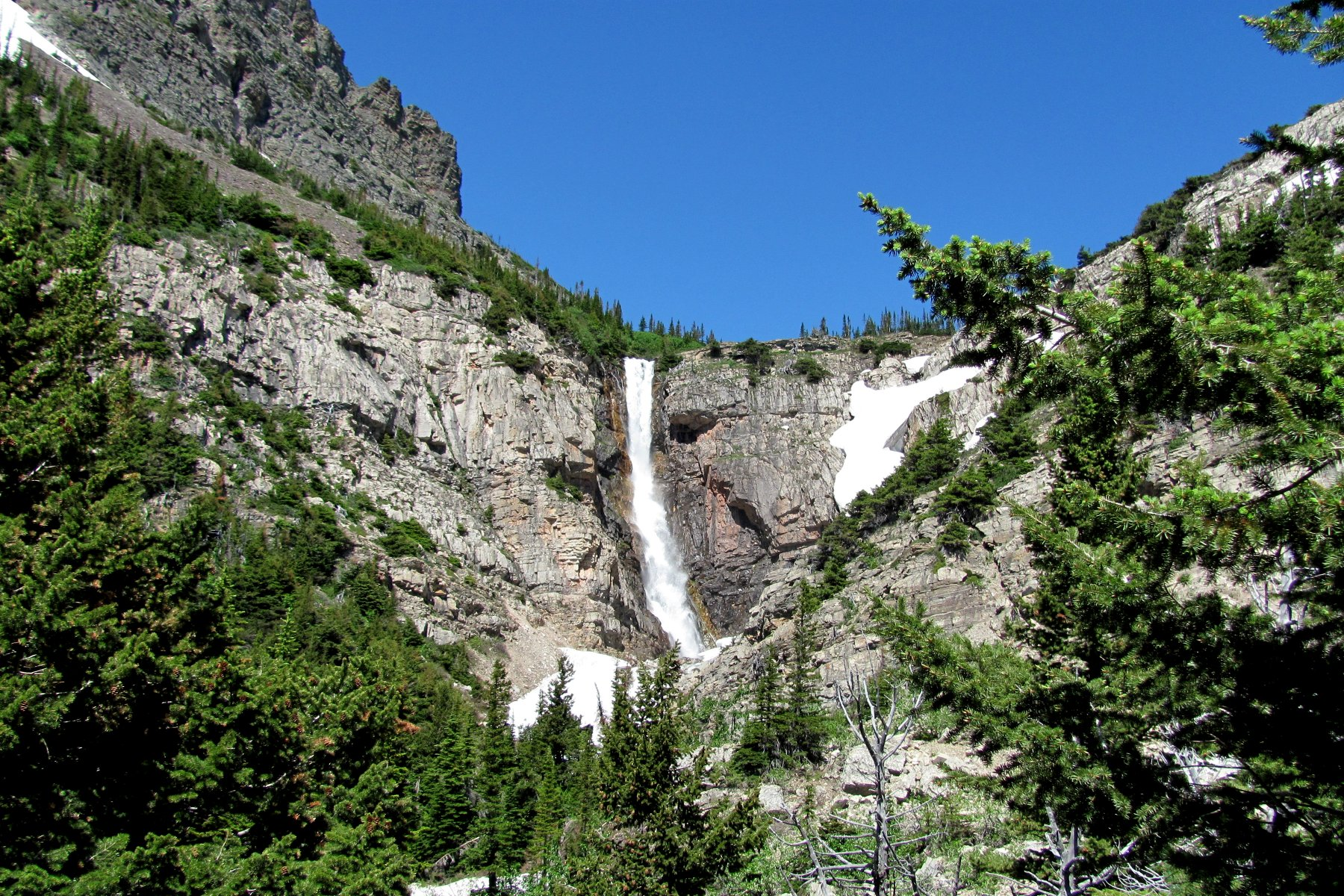
Vattenfallet Apikuni Falls.
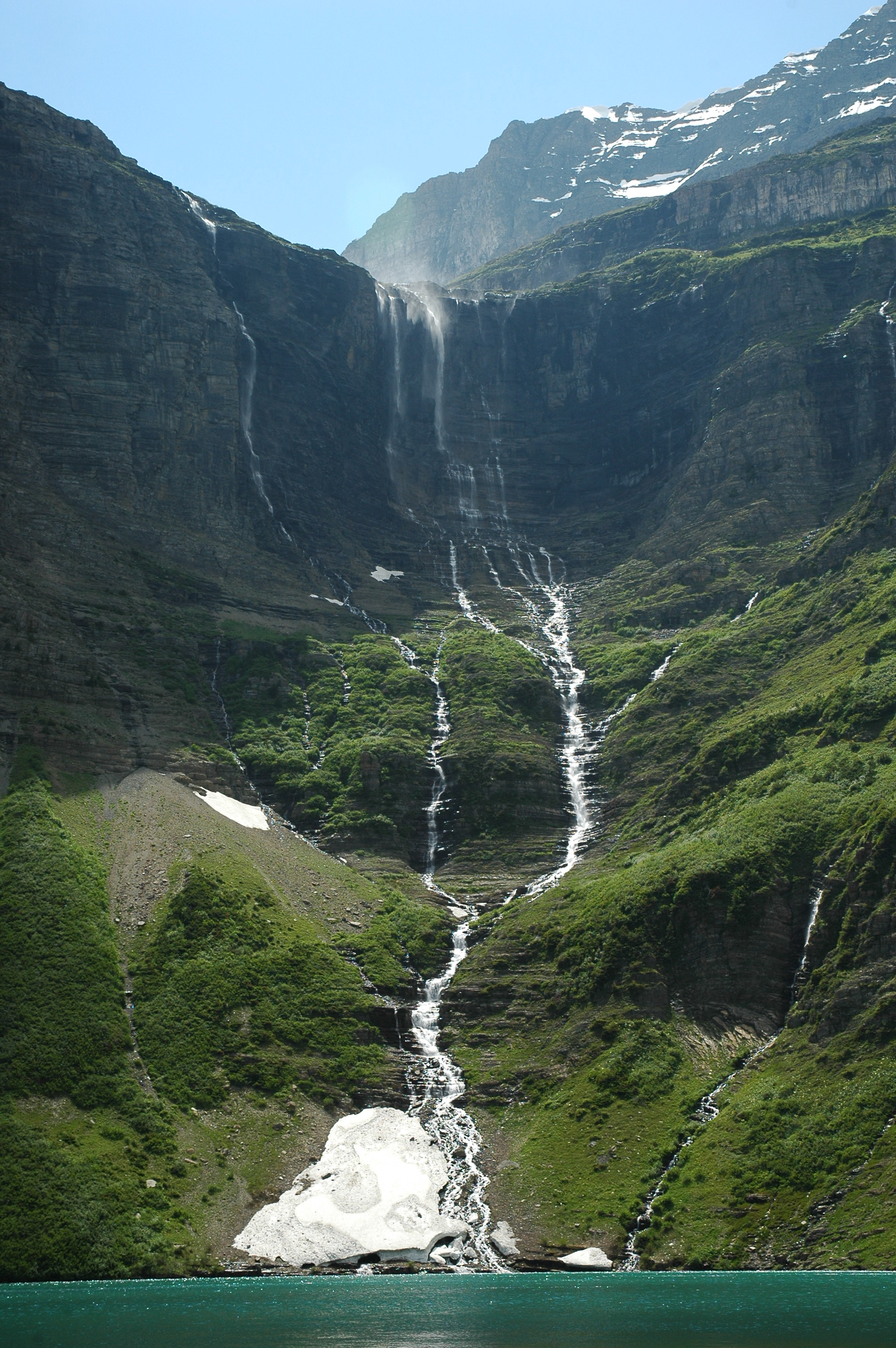
Vattenfallet Beaver Chief Falls.
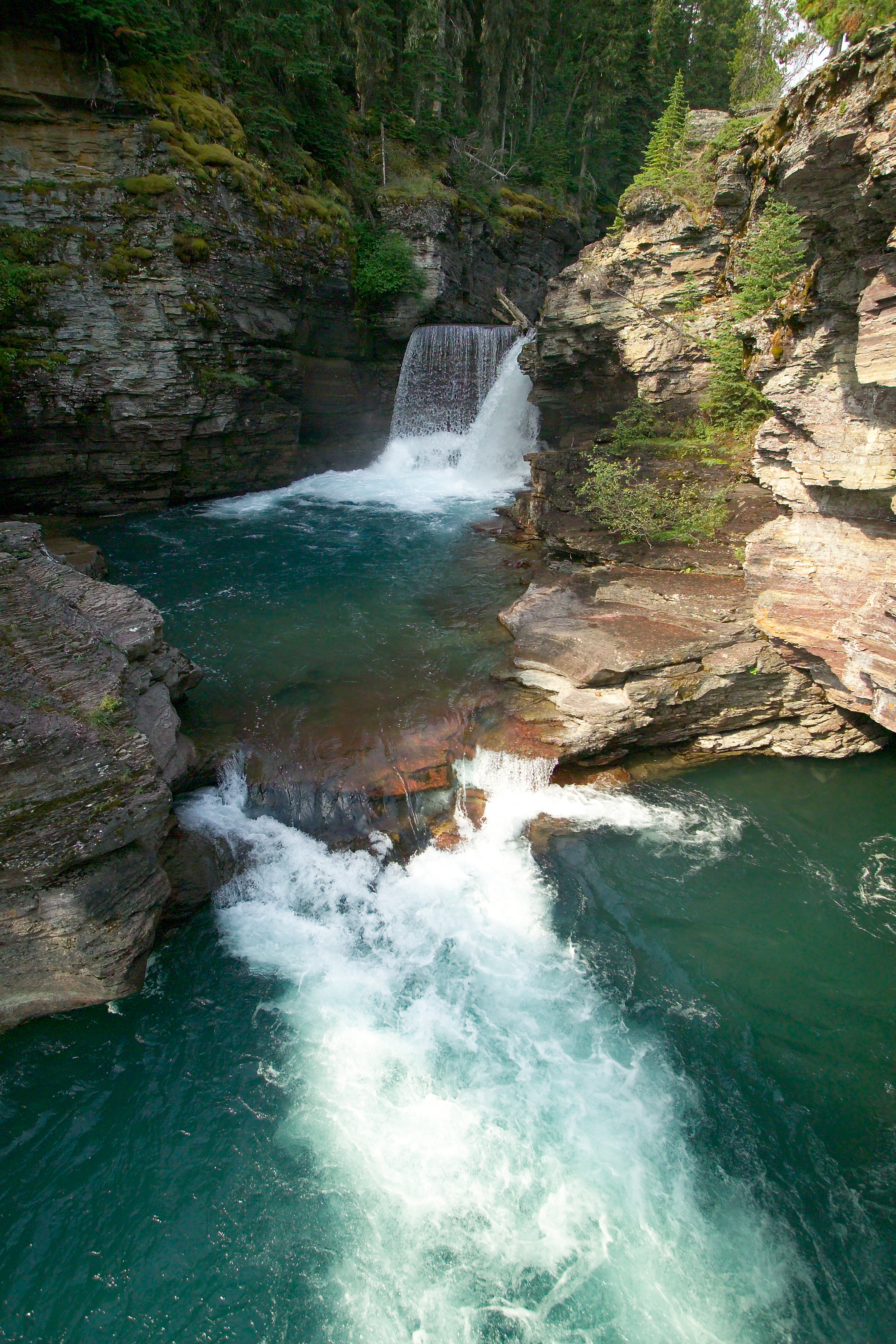
Vattenfallet St. Mary Falls.
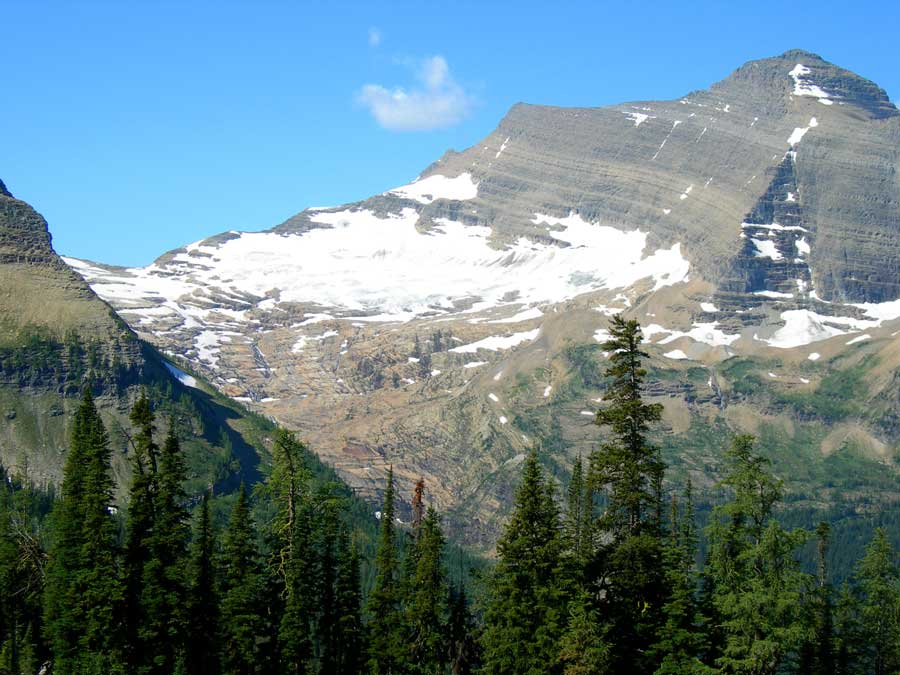
Agassizglaciären, glaciär i USA, Montana.